# International Plastic Modellers Society
Die International Plastic Modellers Society (IPMS) wurde 1963 in Großbritannien als Modellbau-Dachverband gegründet. Dazu entstanden weltweit nationale Verbände.
Innerhalb jedes Verbandes gibt es spezielle Interessengruppen, zum Beispiel Flugzeuge oder Science-Fiction-Figuren. Es können Modellbauklubs und Einzelpersonen im jeweiligen nationalen Verband Mitglied werden.
Der Mitgliederbestand beträgt 4.000 Personen.